# Kawanishi J3K
Kawanishi J3K – niezrealizowany projekt myśliwca przechwytującego dla Japońskiej Cesarskiej Marynarki Wojennej z okresu II wojny światowej.

## Historia
W 1942 w zakładach Kawanishi rozpoczęto projektowanie myśliwca przechwytującego dla Marynarki Wojennej mającego spełniać specyfikacje 17-Shi. Samolot miał być napędzany silnikiem gwiazdowym typu Mitsubishi MK9A i nosić oznaczenie J3K, ale prace projektowe zostały zawieszone tuż po ich rozpoczęciu.  Niecały rok później prace zostały wznowione, tę wersję samolotu która otrzymała nowe oznaczenie J6K i nazwę Jimps (dosł. nawałnica), miał napędzać silnik Nakajima Homare 42.  Projekt był bardzo obiecujący, ale Marynarka zadecydowała, że powstały wówczas lądowy myśliwiec przechwytujący Kawanishi N1K spełniał jej wymagania i projekt nie był kontynuowany.

## Konstrukcja
Samolot Kawanishi J3K był jednosilnikowym myśliwcem przechwytującym ze skrzydłem w układzie dolnopłata.  Rozpiętość skrzydeł maszyny miała wynosić 12,5 metra, a jej długość 10,11 metrów.  Projektowana masa startowa miała wynosić 4370 kilogramów, co z silnikiem o mocy 2200 KM miało mu dawać wyliczoną prędkość maksymalną 370 węzłów (685 km/h) na wysokości 10.000 metrów.
Myśliwiec miał być uzbrojony w dwa działka kalibru 30 mm i dwa karabiny maszynowe kalibru 13,2 mm.